# Valente Pierani
Valente Pierani (San Nicolás de los Arroyos, Buenos Aires, 22 de febrero de 2006) es un futbolista argentino que juega como defensa en Estudiantes de La Plata de la Primera División de Argentina.

## Trayectoria
Hijo del exfutbolista Jorge Pierani, el nacido en la localidad del norte bonaerense de San Nicolás y formado en el Club Somisa de esa ciudad, llegó a Estudiantes de La Plata a la edad de 12 años. En noviembre de 2023 firma su primer contrato profesional.
Integró los planteles que conquistaron la Copa de la Liga Profesional 2024 y el Trofeo de Campeones de la Liga Profesional 2024.

## Selección nacional
En octubre de 2021 fue citado por primera vez por Pablo Aimar para comenzar los entrenamientos de la Selección Sub-17 de Argentina para el Campeonato Sudamericano que finalmente no integró.
En septiembre de 2023 fue nuevamente citado a la Selección de fútbol sub-17 de Argentina por Diego Placente en vistas a la Copa Mundial de Fútbol Sub-17 de 2023 desarrollado en Indonesia.    
En julio de 2024 es convocado por Diego Placente a integrar el plantel de la Selección de fútbol sub-20 de Argentina para el torneo juvenil COTIF L’Alcudia.
En enero de 2025 es convocado para integrar la Selección de fútbol sub-20 de Argentina en el torneo Sudamericano Sub-20 en Venezuela. 
El 31 de julio de 2025 es nuevamente convocado a la seleccion Sub-20 para el Mundial de la categoría.

## Vida personal
Valente Pierani es hijo del exfutbolista Jorge Rubén Pierani.

## Clubes
| Club                    | País      | Año           |
| ----------------------- | --------- | ------------- |
| Estudiantes de La Plata | Argentina | 2024-presente |

## Estadísticas

### Clubes
Actualizado al último partido disputado el 28 de noviembre de 2023.
| Club                              | Div.          | Temporada     | Liga  | Liga  | Copas nacionales | Copas nacionales | Copas internacionales | Copas internacionales | Total | Total |
| Club                              | Div.          | Temporada     | Part. | Goles | Part.            | Goles            | Part.                 | Goles                 | Part. | Goles |
| --------------------------------- | ------------- | ------------- | ----- | ----- | ---------------- | ---------------- | --------------------- | --------------------- | ----- | ----- |
| Estudiantes de La Plata Argentina | 1.ª           | 2024          | 0     | 0     | 0                | 0                | 0                     | 0                     | 0     | 0     |
| Estudiantes de La Plata Argentina | Total club    | Total club    | 0     | 0     | 0                | 0                | 0                     | 0                     | 0     | 0     |
| Total carrera                     | Total carrera | Total carrera | 0     | 0     | 0                | 0                | 0                     | 0                     | 0     | 0     |

## Palmarés

### Campeonatos nacionales
| Título              | Club                    | País      | Año  |
| ------------------- | ----------------------- | --------- | ---- |
| Copa de la Liga     | Estudiantes de La Plata | Argentina | 2024 |
| Trofeo de Campeones | Estudiantes de La Plata | Argentina | 2024 |